# Die gnadenlosen Vier
Die gnadenlosen Vier (Originaltitel: Posse from Hell) ist ein US-amerikanischer Western aus dem Jahre 1961 von Herbert Coleman mit Audie Murphy und John Saxon in den Hauptrollen.

## Handlung
Der Stellvertreter des Sheriffs, Banner Cole, verfolgt mit ein paar Gehilfen vier Todeszellenflüchtlinge, die den Sheriff zusammen mit drei anderen Männern getötet und eine Frau entführt haben. Die Gesetzlosen planen einen Hinterhalt, bei dem Cole einen der Verbrecher tötet.
Ein zweiter Überfall aus dem Hinterhalt führt zum Tod von einem der Verfolger, schließlich kommt es zum Showdown im Haus der Entführten, bei dem Cole und ein Gehilfe verletzt werden, aber die Gesetzlosen mit Hilfe der Entführten zur Strecke bringen. Am Ende bleibt Cole in der Stadt und wird der neue Sheriff, obwohl einige der Stadtbewohner dagegen sind. Cole und die gerettete Helen kommen sich näher.

## Produktion
Bei seinem Regiedebüt war Herbert Coleman schon ein erfahrener Regieassistent, darunter zählt die Zusammenarbeit mit Alfred Hitchcock. Coleman drehte in Lone Pine, Kalifornien, an einem Ort namens Rattlesnake Hill, wo dreißig Klapperschlangen entfernt wurden, bevor mit den Dreharbeiten begonnen werden konnte.
Coleman umgab Murphy mit einer Vielzahl aufstrebender Jungstars und erfahrener Profis. Es war einer von mehreren Western, in denen John Saxon in den 1960er Jahren auftrat.

## Kritik
Das Lexikon des internationalen Films bemängelt, dass der Film „seine Botschaft von Bewährung und Männlichkeit allzu hölzern und unangebracht in den Vordergrund schiebt.“